# Gubás Ágota
Gubás Ágota (Szakács Ágota, Bajmok, 1948. augusztus 5.) vajdasági magyar újságíró, televíziós és rádiós szerkesztő-műsorvezető, riporter, kritikus, tanár.

## Családja
Szülei: Szakács Ferenc és Kollár Katalin. Férje Gubás Jenő orvos, leányai: Gubás Csilla televíziós bemondó, Tímea és Noémi. Unokái Gajda Csenge és Máté, Maróti Zselyke és Réka, Juhász Lili és Csaba. Nővére Szikora Éva.

## Tanulmányai
1955 és 1963 a bajmoki általános iskolában tanult, 1967-ben érettségizett a szabadkai gimnáziumban. Ezután az Újvidéki Egyetem Magyar Tanszékén tanult, ahol 1972-ben magyar nyelv és irodalom szakos tanári oklevelet szerzett.

## Életútja
1968 és 1971 között a belgrádi televízió újvidéki magyar szerkesztőségének az első hivatásos bemondónője volt, majd ezt követően 1996-ig a szabadkai rádió magyar szerkesztőségénél dolgozott mint újságíró. Lektor, riporter, színikritikus, műsorszerkesztő, főszerkesztő-helyettes, később fő- és felelős szerkesztő lett.

## Társadalmi tevékenysége
1990-ben Vajdasági Magyar Demokratikus Közösség egyik alapítója volt és tagja 1995-ig. 1993 és 1996 között képviselő a szabadkai képviselő-testületben, 1995-től pedig a Vajdasági Magyar Szövetség alapító tagja. 1997 és 2000 között községi képviselőként tevékenykedett. Tagja az Ideiglenes Magyar Nemzeti Tanácsnak, elnöke a képviselő-testület művelődési tanácsának és a Gyermekszínház igazgató bizottságának elnöke, 1997-től pedig az Aracs Társadalmi Szervezet alelnöke.

## Munkássága
Számos cikket és színikritikát valamint tanulmányt publikált, írásat a Magyar Szó, a 7 Nap, a Szabad Hét Nap című lapok és az Üzenet, valamint a Híd című folyóiratok közölték. A Szabadka képben, szavakban, zenében című háromnyelvű monográfián mint irodalmi szerkesztő és fordító dolgozott (Subotičke Novine, 1984 és 1986). Több könyvről írt recenziót, számos kiadványt szerkesztett.

## Díjak
- A Magyar Műveltség Szolgálat emlékoklevele (1999)
- a magyar kormány Kisebbségekért Díja (2000)